# Aegotheles crinifrons
Aegotheles crinifrons là một loài chim trong họ Aegothelidae.
Đây là loài đặc hữu của miền bắc Moluccas.
Môi trường sống tự nhiên của nó là rừng ẩm nhiệt đới hoặc cận nhiệt đới và rừng nhiệt đới ẩm nhiệt đới hoặc cận nhiệt đới.